# اشکوب ۴ کامبرین
| سامانه    | ردیف        | اشکوب       | میلیون سال پیش |
| --------- | ----------- | ----------- | -------------- |
| اردوویسین | زیرین       | ترمادوسین   | → پس از آن     |
| کامبرین   | فورونجین    | اشکوب دهم   | ۴۸۵,۴–۴۸۹٬۵    |
| کامبرین   | فورونجین    | ژیانگشانین  | ۴۸۹٬۵-۴۹۴      |
| کامبرین   | فورونجین    | پایبین      | ۴۹۴–۴۹۷        |
| کامبرین   | میائولینگین | گوژانگین    | ۴۹۷–۵۰۰٬۵      |
| کامبرین   | میائولینگین | درومین      | ۵۰۰٬۵-۵۰۴٬۵    |
| کامبرین   | میائولینگین | وولیوئن     | ۵۰۴٬۵–۵۰۹      |
| کامبرین   | ردیف دوم    | اشکوب چهارم | ۵۰۹–۵۱۴        |
| کامبرین   | ردیف دوم    | اشکوب سوم   | ۵۱۴-۵۲۱        |
| کامبرین   | ترنووین     | اشکوب دوم   | ۵۲۱-۵۲۹        |
| کامبرین   | ترنووین     | فورتونین    | ۵۲۹–۵۴۱٬۰      |
| ادیاکاران | ادیاکاران   | ادیاکاران   | → پیش از آن    |

اشکوب ۴ کامبرین (انگلیسی: Cambrian Stage 4)  چهارمین اشکوب‌ دوره کامبرین و بالاترین اشکوب ردیف ۲ کامبرین است که هنوز نام‌گذاری نشده است. این اشکوب بر روی اشکوب ۳ کامبرین و در زیر اشکوب ۵ کامبرین قرار دارد. 
مرز زیرین این اشکوب هنوز توسط کمیسیون بین‌المللی چینه‌شناسی تعیین و تعریف نشده است ولی پیشنهادهای ارائه شده سن تقریبی ۵۴۱ میلیون سال پیش را برای آن در نظر گرفته‌اند. مرز بالای این اشکوب نیز با وجود عدم تعیین رسمی، حدود ۵۰۹ میلیون سال پیش در نظر گرفته شده است.